# Bagdad
Bagdad (arab. ‏بغداد‎ [bɐʁˈd̪ɑːd̪]) – stolica Iraku; liczba mieszkańców wynosi ponad 7 mln. Położony nad Tygrysem jest jednym z największych miast na Bliskim Wschodzie.

## Historia
Bagdad został założony w 762 roku przez drugiego kalifa z dynastii Abbasydów, Al-Mansura. Zgodnie z intencją założyciela miał być stolicą dynastii Abbasydów i zastąpić dotychczasową siedzibę kalifa, Al-Kufę. Przenosiny były podyktowane zagrożeniem ze strony ugrupowań szyickich i podbitej ludności. Z tego też powodu został usytuowany w zakolu Tygrysu.
Pierwotna nazwa Madinat as-Salam (czyli „Miasto Pokoju”) utrzymała się aż do podboju Mongołów w 1258, po czym miasto przejęło nazwę po okolicznej wiosce. Miasto zbudowano na planie koła o średnicy ok. 3 km, co zapewniało mu funkcjonalność.
Miasto było otoczone z czterech stron murami nazwanymi odpowiednio: Al-Kufa, Basra, Khuraan i Damaszek. Nazwy miały związek z tym, że poszczególne bramy były zwrócone w kierunkach wymienionych miast. Odległość pomiędzy poszczególnymi bramami wynosiła około 2400 m. Każda z bram posiadała podwójne drzwi wykonane z żelaza. W związku z tym, że były bardzo ciężkie, ich otwarcie i zamknięcie wymagało współdziałania kilku dorosłych mężczyzn. Grubość muru przy bramach wynosiła 44 m u podstawy oraz około 12 m u szczytu. Reszta muru posiadała wysokość 30 m, na którą składały się blanki. Był on dodatkowo otoczony innym potężnym murem o grubości 50 m. Wyżej wymieniony – zewnętrzny mur – był wyposażony w wieżyczki oraz zaokrąglone blanki. Dodatkową ochronę zapewniała solidna pochyłość, którą uzyskano stosując zaprawę murarską (cegły z palonym wapnem). Na zewnątrz drugiego muru znajdowała się fosa wypełniona wodą.
W ciągu jednego pokolenia miasto stało się głównym centrum nauczania i handlu. Niektóre źródła podają, że liczyło wtedy ponad milion mieszkańców, jednak bardziej prawdopodobne są mniejsze liczby.
W Bagdadzie założono m.in. bibliotekę Chizanat al-Hikma, która przeistoczyła się w najważniejszą akademię muzułmańskiego świata nazwaną Bajt al-Hikma.
Początkowy rozrost Bagdadu został spowolniony w obliczu kłopotów jakie zaczęły spotykać kalifat, m.in. tymczasowe przenosiny stolicy do Samarry (w latach 808–819 oraz 836–892), utrata najodleglejszych zachodnich i wschodnich prowincji, okresy politycznej dominacji lokalnej perskiej dynastii Bujjidów 945–1055 oraz Turków seldżuckich (1055–1135), a także spory na łonie islamu o schedę po Proroku i o tytuł kalifa (Fatymidzi, Umajjadzi).
Pomimo to miasto pozostało jednym z kulturowych i handlowych ośrodków imperium, aż do 10 lutego 1258, gdy zostało złupione przez Mongołów pod wodzą Hulagu-chana. Mongołowie zmasakrowali wtedy 800 tys. mieszkańców miasta, w tym także kalifa Al-Mustasima, jak się okazało ostatniego z linii Abbasydów, i zniszczyli znaczną część miasta. Napaść na Bagdad zakończyła schyłek kalifatu abbasydzkiego i przyspieszyła upadek cywilizacji arabskiej.
W 1401 roku Bagdad został ponownie splądrowany przez Mongołów pod wodzą Timura (Tamerlana). Stał się stolicą prowincji kontrolowanej przez Dżalajirydów (1400–1411), stowarzyszone plemiona mongolskie: Kara Kojunlu (1412–1469), Ak Kojunlu (1469–1508) i dynastię Safawidów (1508–1534). W 1534 został podbity przez Imperium Osmańskie.
Pozostał pod panowaniem tureckim do czasu zajęcia Iraku przez Brytyjczyków w 1917 roku i ustanowienia królestwa Iraku w 1921. W 1932 roku Irak formalnie uzyskał niepodległość, a w 1946 pełną. Przez cały ten czas pozostawał jego stolicą.
Populacja miasta wzrosła z 145 tys. w 1900 (szacunkowa liczba) do 580 tys. w 1950. Bagdad bardzo ucierpiał w trakcie i po wojnie w Zatoce Perskiej w 1991 – zniszczenia infrastruktury komunikacyjnej, energetycznej i wodno-kanalizacyjnej.

## Położenie geograficzne

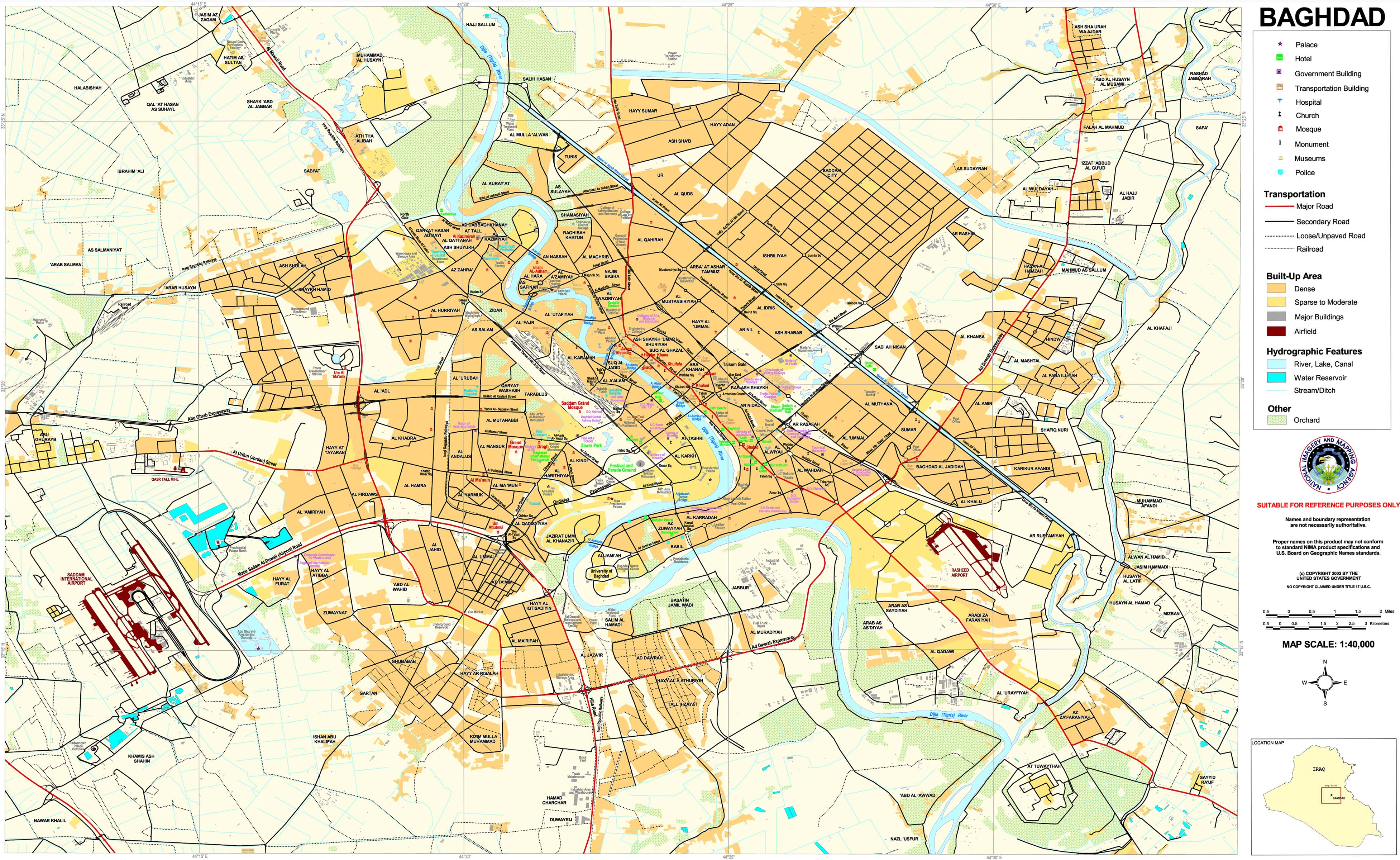
Plan miasta z 2003 r.

Bagdad znajduje się w centralnej części Iraku, w środkowym biegu rzeki Tygrys, która jest żeglowna od wybrzeża do Bagdadu. Centrum miasta jest położone na wysokości 44 m n.p.m.
Jeśli chodzi o klimat, Bagdad jest jednym z największych miast z klimatem gorącej pustyni. Pod względem temperatury maksymalnej jest to jedno z najgorętszych miast świata. Temperatury w lipcu i sierpniu z łatwością przekraczają 44 °C. W lipcu ta wartość może wzrosnąć nawet do +49 °C. Opady, prawie zerowe w lato, i bardzo małe zachmurzenie dają długie godziny nasłonecznienia. Temperatury rzędu 30 °C i więcej trafiają się od kwietnia do późnego października/wczesnego listopada i prawie 90% opadów przypada na zimowe półrocze.

## Polityka
W Bagdadzie znajduje się największa na świecie placówka dyplomatyczna Stanów Zjednoczonych, której oficjalne otwarcie miało miejsce 5 stycznia 2009. Położona jest w sercu tzw. „Zielonej strefy”. Jej powierzchnia, obejmująca kompleks budynków, odpowiada wielkością powierzchni Watykanu.

## Miasta partnerskie
- Kair, Egipt
- Amman, Jordania
- Damaszek, Syria
- Bejrut, Liban
- Dubaj, Zjednoczone Emiraty Arabskie
- Sana, Jemen